# Västerbottenskommittén
Västerbottenskommittén eller Länsipohjan Toimikunta var en organisation som bildades nyårsdagen 1919.
Den 29 januari 1919 publicerades ett flygblad med krav på att svenska Tornedalen skulle tillfalla det nyligen självständiga Finland. De flesta medlemmarna i organisationen kom från området kring Torneå. Ledande i kommittén var Uuno Hannula, redaktör för Pohjolan Sanomat. Svenska Haparandabladet ansågs vara en "förrädartidning" i den finska språkfrågan.
Våren 1919 förbjöd svenska myndigheter Västerbottenskommitténs ledamöter att röra sig i svenska Tornedalen. Det officiella Finlands intresse i Tornedalsfrågan motiverades vid den här tidpunkten av den infekterade Ålandsfrågan. Efter NF:s beslut i Finlands favör avtog intresset. Därefter påbörjade Akademiska Karelen-Sällskapets engagemang.  
Övriga mål som Västerbottenskommittén hade var att sprida finsk litteratur och värva elever från Tornedalen till finska högskolor.